# Championnats panaméricains de judo
Les Championnats panaméricains de judo sont une compétition de judo où s'affrontent les représentants des pays d'Amérique dans le cadre d’un certain nombre d’épreuves. Organisés par la Confédération Panaméricaine de Judo (PJC), ce rendez-vous se déroule tous les ans.
Depuis 2022, les pays du continent océanien sont aussi impliqués dans cette compétition.

## Éditions
| Édition | Ville hôte                             |
| ------- | -------------------------------------- |
| 1952    | La Havane, Cuba                        |
| 1956    | La Havane, Cuba                        |
| 1958    | Rio de Janeiro, Brésil                 |
| 1960    | Mexico, Mexique                        |
| 1965    | Guatemala, Guatemala                   |
| 1968    | San Juan, Porto Rico                   |
| 1970    | Londrina, Brésil                       |
| 1972    | Buenos Aires, Argentine                |
| 1974    | Panama, Panama                         |
| 1976    | Maracaibo, Venezuela                   |
| 1978    | Buenos Aires, Argentine                |
| 1980    | Isla Margarita, Venezuela              |
| 1982    | Santiago, Chili                        |
| 1984    | Mexico, Mexique                        |
| 1985    | La Havane, Cuba                        |
| 1986    | Salinas, Porto Rico                    |
| 1988    | Buenos Aires, Argentine                |
| 1990    | Caracas, Venezuela                     |
| 1992    | Hamilton, Canada                       |
| 1994    | Santiago, Chili                        |
| 1996    | San Juan, Porto Rico                   |
| 1997    | Guadalajara, Mexique                   |
| 1998    | Saint-Domingue, République dominicaine |
| 1999    | Montevideo, Uruguay                    |
| 2000    | Orlando, États-Unis                    |
| 2001    | Córdoba, Argentine                     |
| 2003    | Saint-Domingue, République dominicaine |
| 2003    | Salvador, Brésil                       |
| 2004    | Isla Margarita, Venezuela              |
| 2005    | Caguas, Porto Rico                     |

| Édition | Ville hôte              |
| ------- | ----------------------- |
| 2006    | Buenos Aires, Argentine |
| 2007    | Montréal, Canada        |
| 2008    | Miami, États-Unis       |
| 2009    | Buenos Aires, Argentine |
| 2010    | San Salvador, Salvador  |
| 2011    | Guadalajara, Mexique    |
| 2012    | Montréal, Canada        |
| 2013    | San José, Costa Rica    |
| 2014    | Guayaquil, Équateur     |
| 2015    | Edmonton, Canada        |
| 2016    | La Havane, Cuba         |
| 2017    | Panama, Panama          |
| 2018    | San José, Costa Rica    |
| 2019    | Lima, Pérou             |
| 2020    | Guadalajara, Mexique    |
| 2021    | Guadalajara, Mexique    |
| 2022    | Lima, Pérou             |
| 2023    | Calgary, Canada         |
| 2024    | Rio de Janeiro, Brésil  |
| 2025    | Santiago, Chili         |

## Tableau des médailles (depuis 1952)
Mis à jour après 2020.
| Rang  | Nation                          | Or  | Argent | Bronze | Total |
| ----- | ------------------------------- | --- | ------ | ------ | ----- |
| 1     | Brésil                          | 193 | 143    | 166    | 502   |
| 2     | Cuba                            | 167 | 80     | 106    | 353   |
| 3     | Canada                          | 63  | 90     | 129    | 282   |
| 4     | États-Unis                      | 60  | 73     | 156    | 289   |
| 5     | Venezuela                       | 36  | 36     | 98     | 170   |
| 6     | Argentine                       | 32  | 58     | 102    | 192   |
| 7     | Équateur                        | 13  | 16     | 46     | 75    |
| 8     | Colombie                        | 11  | 13     | 32     | 56    |
| 9     | Porto Rico                      | 10  | 17     | 43     | 70    |
| 10    | République dominicaine          | 7   | 18     | 60     | 85    |
| 11    | Mexique                         | 6   | 27     | 63     | 96    |
| 12    | Chili                           | 3   | 2      | 29     | 34    |
| 13    | Salvador                        | 2   | 2      | 8      | 12    |
| 14    | Panama                          | 1   | 0      | 3      | 4     |
| 15    | Haïti                           | 0   | 4      | 9      | 13    |
| 16    | Pérou                           | 0   | 2      | 19     | 21    |
| 17    | Guatemala                       | 0   | 2      | 4      | 6     |
| 18    | Uruguay                         | 0   | 0      | 8      | 8     |
| 19    | Costa Rica                      | 0   | 0      | 3      | 3     |
| 20    | Fédération internationale (IJF) | 0   | 0      | 2      | 2     |
| 21    | Honduras                        | 0   | 0      | 1      | 1     |
| 21    | Nicaragua                       | 0   | 0      | 1      | 1     |
| 21    | Paraguay                        | 0   | 0      | 1      | 1     |
| Total | Total                           | 604 | 583    | 1 089  | 2 276 |